# Feketetorkú rigó
A feketetorkú rigó (Turdus atrogularis) a madarak osztályának verébalakúak (Passeriformes) rendjébe és a rigófélék (Turdidae) családjába tartozó faj.

## Rendszerezése
A fajt Feliks Paweł Jarocki lengyel zoológus írta le 1819-ben.

## Előfordulása
Oroszország, Kína és Mongólia területén fészkel, telelni délre vonul. Kóborló példányai Európa nagy részére is eljutnak. Természetes élőhelyei az tűlevelű erdők, mérsékelt övi erdők, szubtrópusi vagy trópusi füves puszták, valamint legelők, ültetvények, szántőföldek és vidéki kertek.

## Megjelenése
Testhossza 27 centiméter, testtömege 54-110 gramm.

## Természetvédelmi helyzete
Az elterjedési területe rendkívül nagy, egyedszáma is nagy. A Természetvédelmi Világszövetség Vörös listáján nem fenyegetett fajként szerepel.